# Adrien d'Oultremont
Pour les autres membres de la famille, voir Famille d'Oultremont.
Le comte Adrien-Hyacinthe d'Oultremont, né au château de la Cattoire, à Blicquy (Belgique) le 22 septembre 1843 et mort à Bruxelles le 29 janvier 1907, est un militaire, financier et homme politique belge.

## Biographie
Adrien d'Oultremont est le fils du comte Joseph-Ferdinand d'Oultremont, chambellan de son beau-frère Guillaume Ier des Pays-Bas (qui avait épousé sa sœur Henriette d'Oultremont en secondes noces), et d'Isabelle Bonham (sœur du gouverneur George Bonham). Il est notamment le frère d'Émile d'Oultremont, du général Théodore d'Oultremont et de John d'Oultremont.
Marié à la fille du ministre Jules Malou, puis à la baronne Clotilde de Woelmont, il est le père d'Herman d'Oultremont.
Il choisit la carrière des armes et rentra à l'âge de dix-sept ans à l'École militaire.
Officier de cavalerie, Adrien d'Oultemont fut député à la Chambre des représentants par l'arrondissement de Bruxelles de 1884 à 1892.
En 1893, il fut nommé Général-major et commandant supérieur de la Garde civique de Bruxelles. En 1897, le comte d'Oultremont est promu Lieutenant-général de la Garde civique et commandant supérieur de la Garde civique des provinces d'Anvers et de Brabant, tout en conservant le commandement de celle de Bruxelles.
Il siégea dans divers conseils d'administration, dont celui du Crédit général de Belgique, des Tramways bruxellois, etc.

## Sources
- Académie royale de Belgique, Biographie nationale, Volume 35, H. Thiry-van Buggenhoudt, 1969
- Académie royale des sciences d'outre-mer, Belgische koloniale biografie, Librairie Falk fils, 1958
- Éric Meuwissen, Richesse oblige: la Belle Époque des grandes fortunes, Éditions Racine, 1999
- É.-A. Jacobs, Le lieutenant général de la Garde Civique Comte Adrien d'Oultremont (1843-1907), dans la Revue Belge d'Histoire Militaire, décembre 1965, p. 113 à 128 et 177 à 195